# Arkadij Tigaj
Arkadij Tigaj (Čerkasy, 12 marzo 1945) è un regista sovietico.

## Filmografia parziale

### Regista
- Loch - pobeditel' vody (1991)
- Gor'ko (1998)